# Chalet
Pour les articles homonymes, voir Chalet (homonymie).
Pour l’article ayant un titre homophone, voir Chalais.

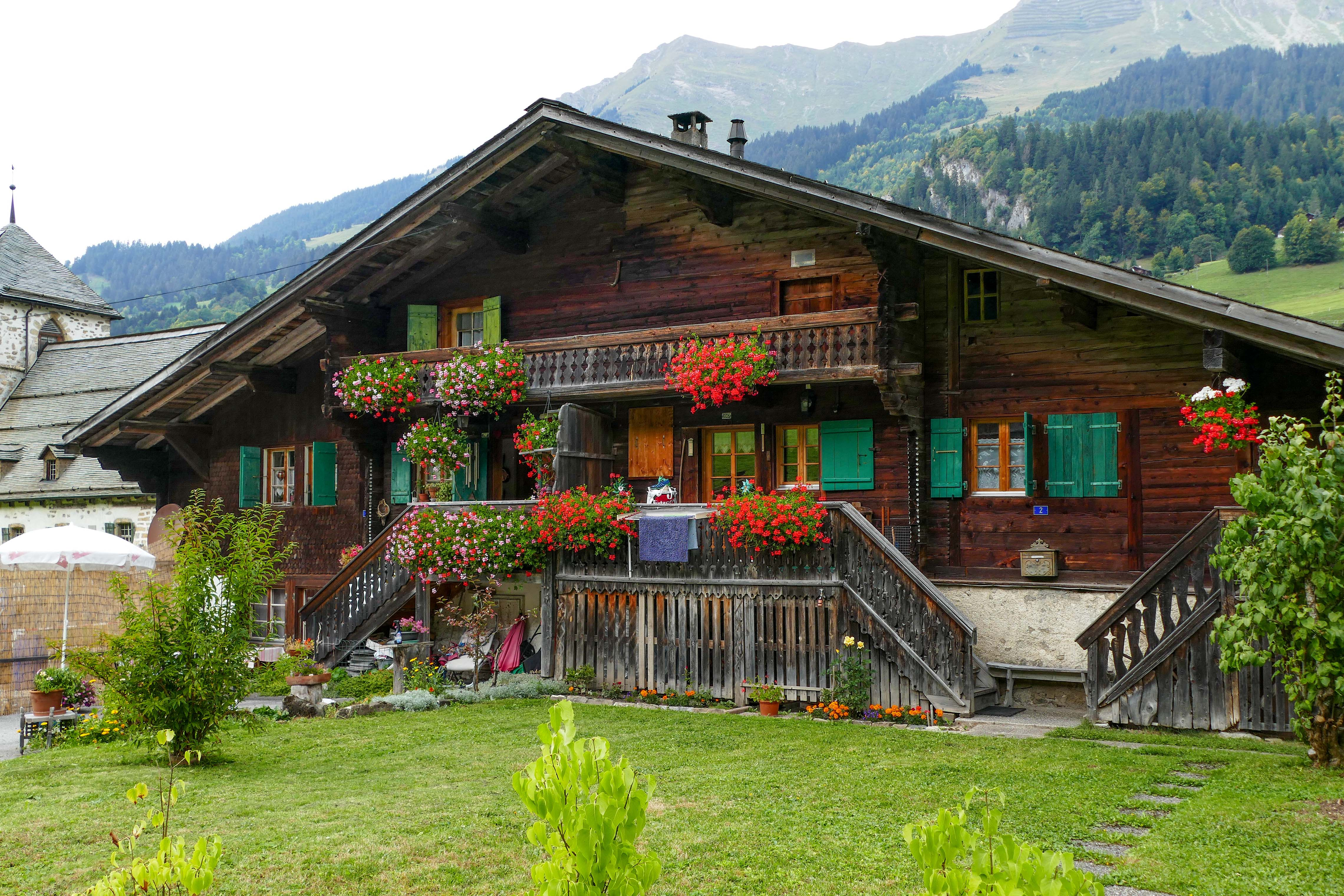
Chalet dans la vallée des Ormonts (canton de Vaud, Suisse).

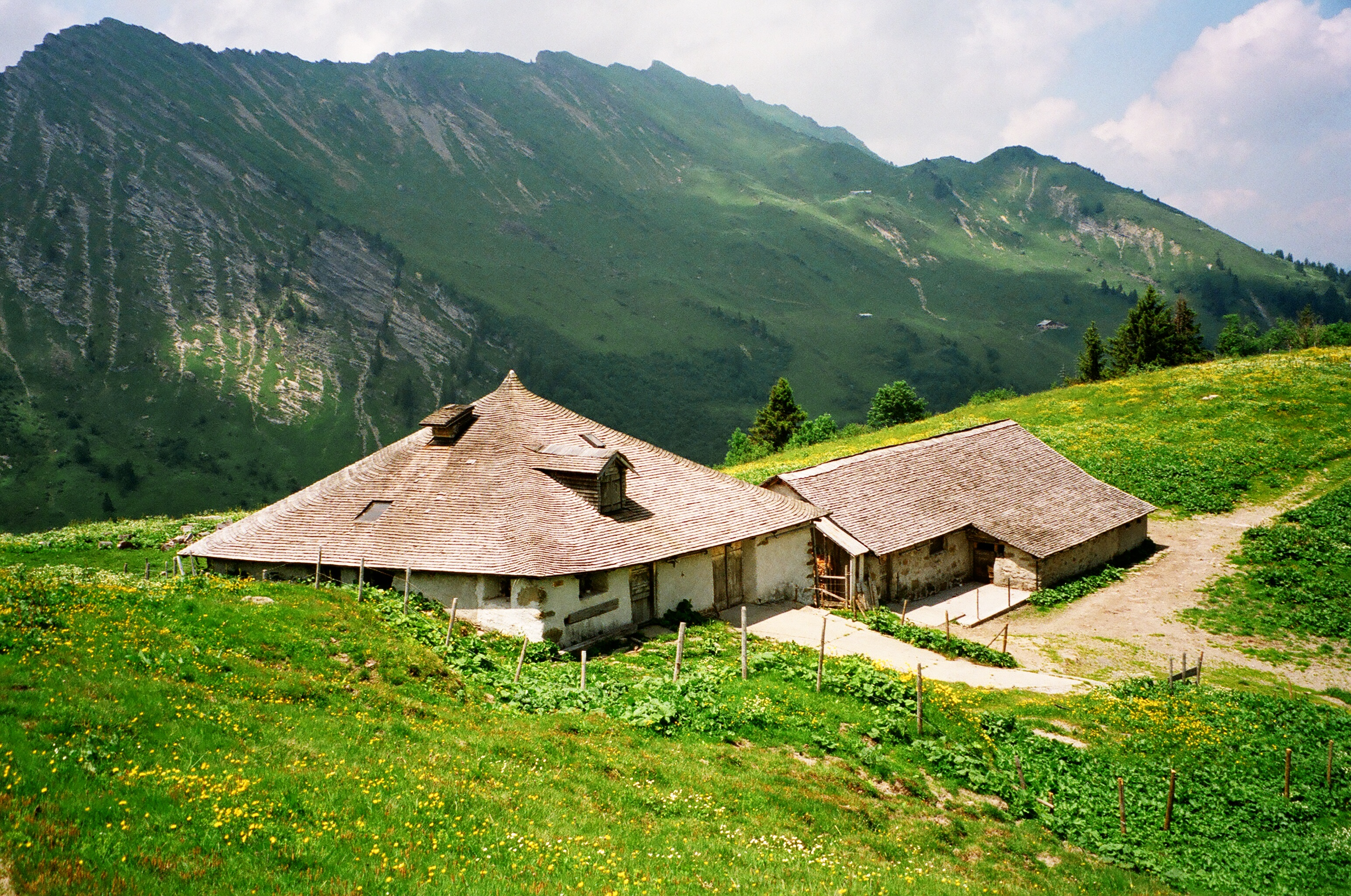
Chalet du Grand Clé (alt. 1837 m) au fond de la vallée de L'Étivaz (commune de Château-d'Œx, Vaud, Suisse). Milieu XVIIIe siècle.

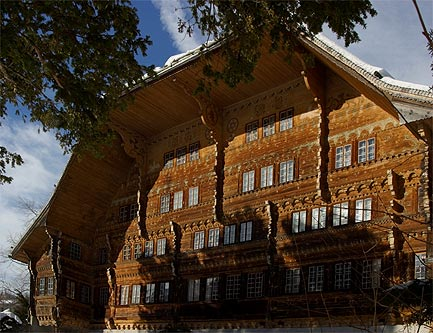
« La Grande Maison » (1754) de Rossinière, dite Le Grand Chalet (alt. 905 m) depuis sa transformation en pension en 1857 (dernier lieu de vie du peintre Balthus).

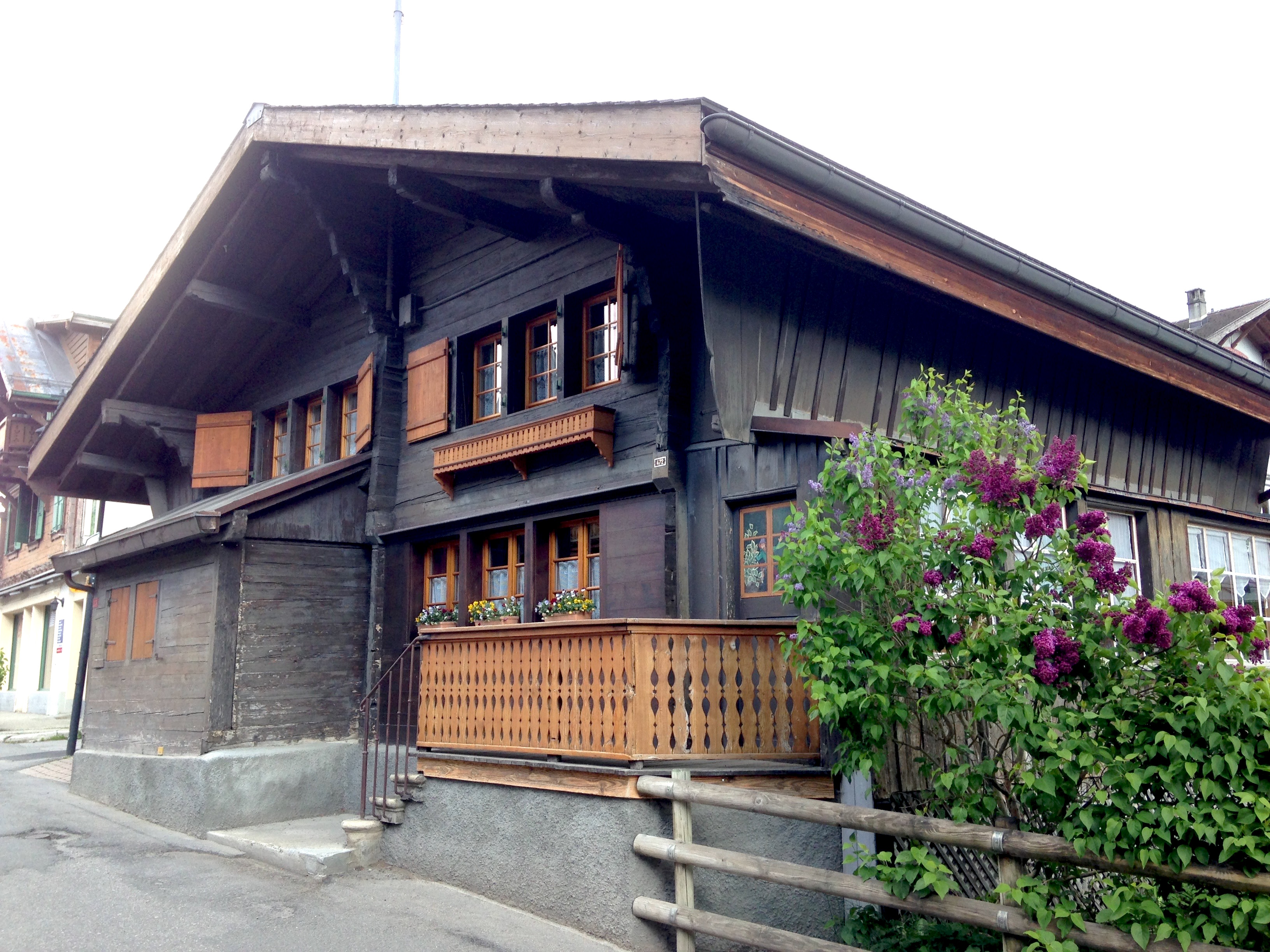
Chalet du début du XVIIe siècle (alt. 1254 m), à Leysin.

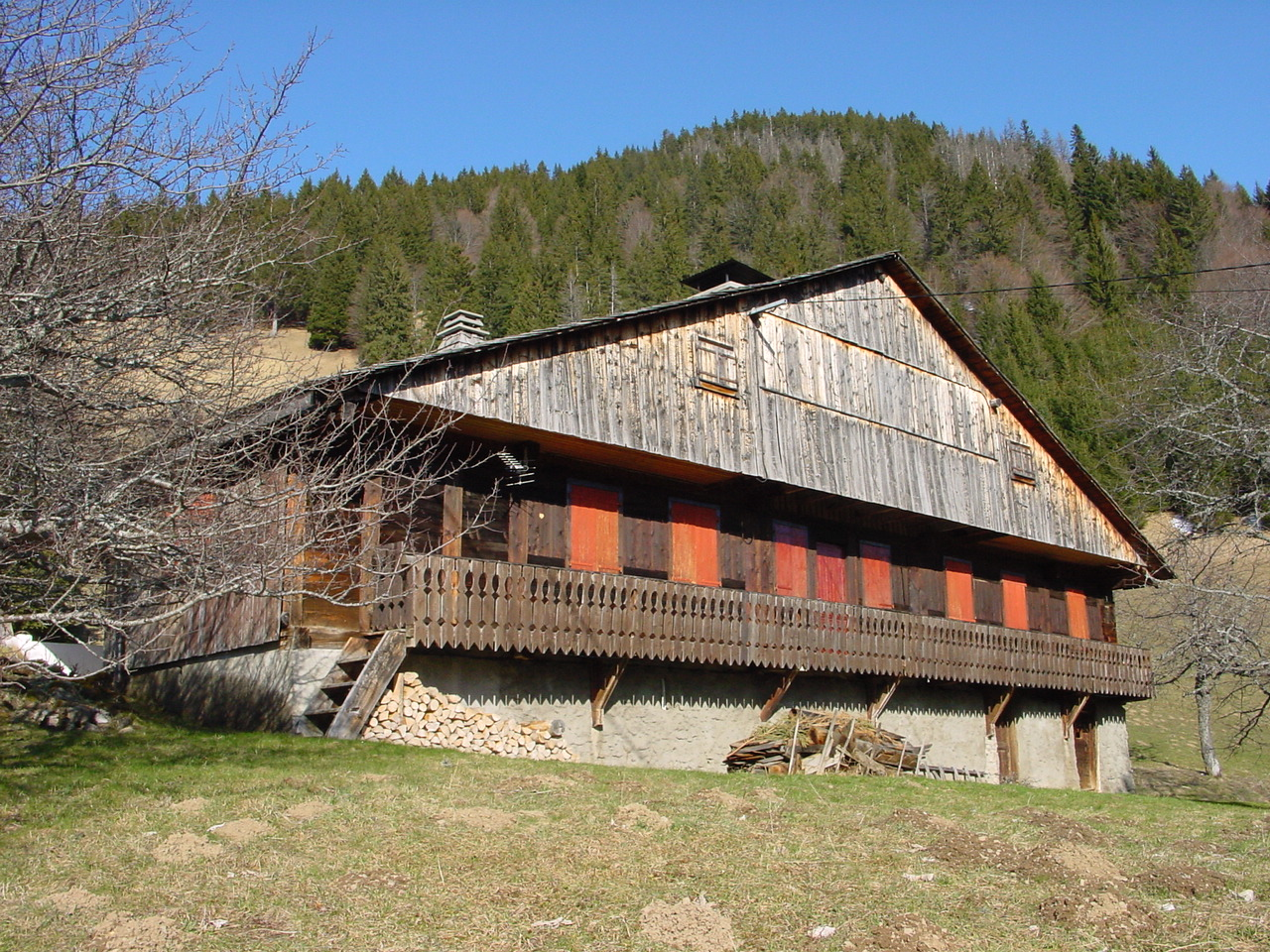
Maison paysanne savoyarde (habitat permanent), appelée chalet en Savoie (vallée d'Abondance, Chablais français).

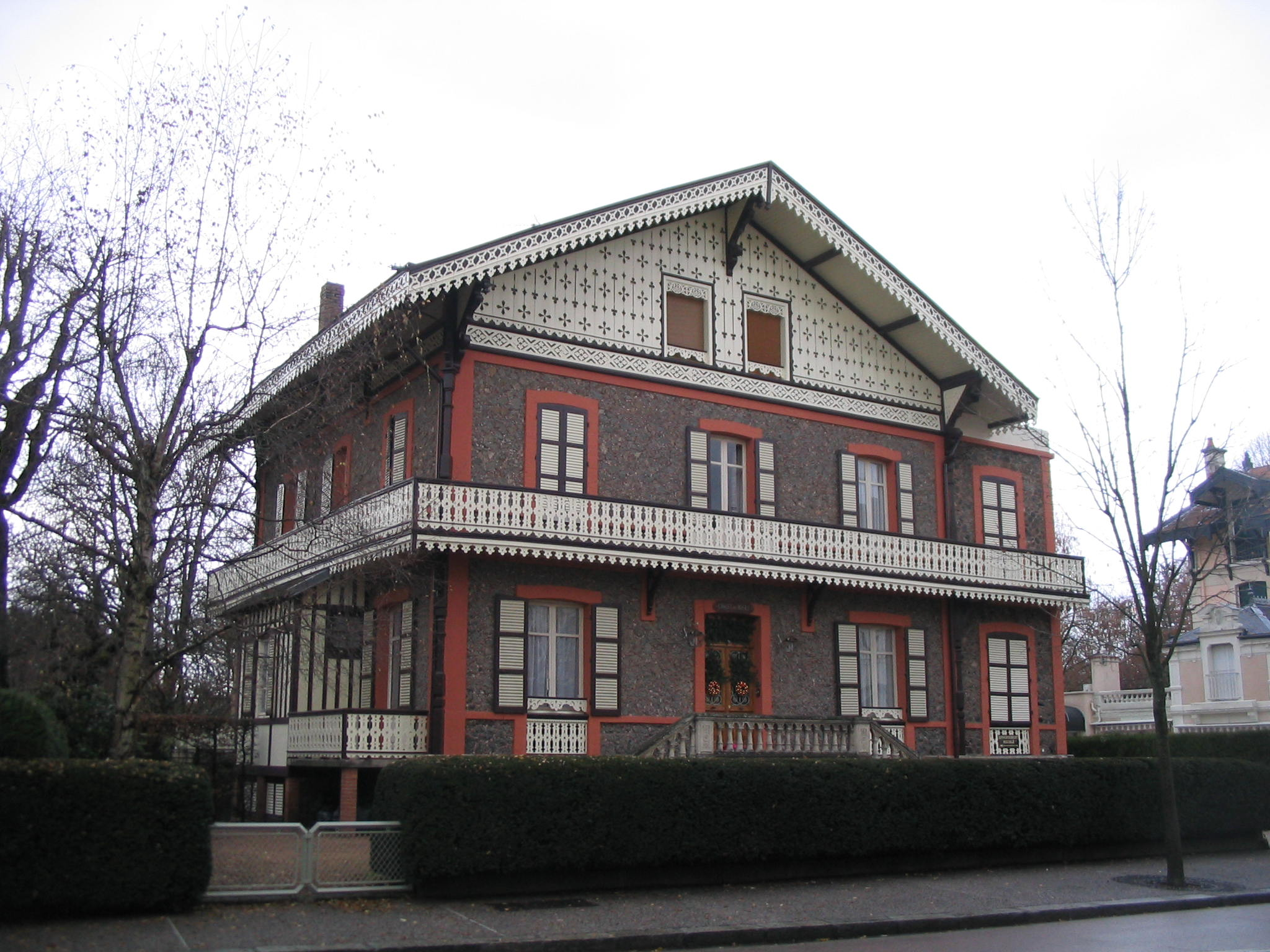
Chalet des Roses, construit en 1864 pour Achille Fould (Vichy, France).

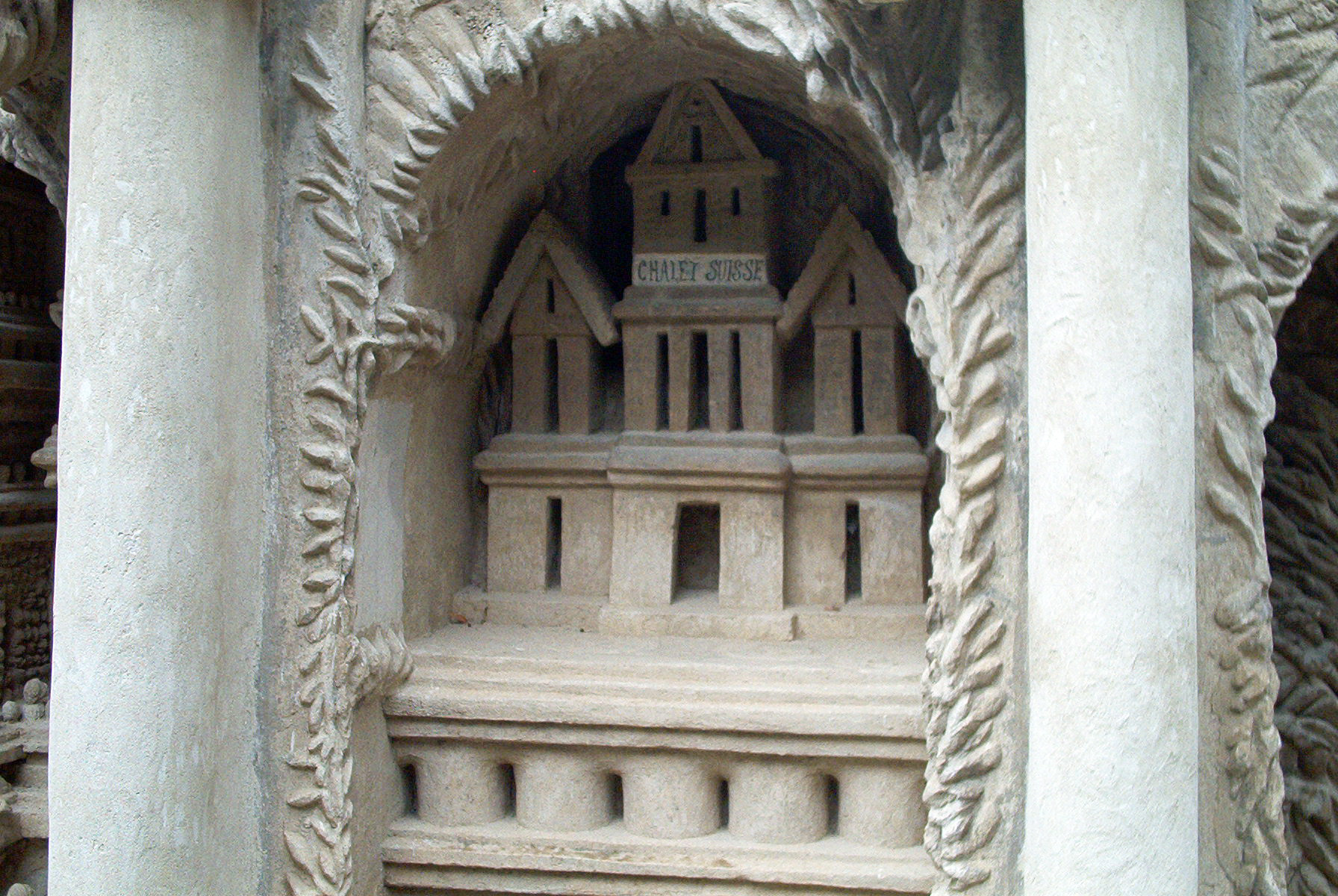
Le chalet suisse, élément du palais idéal du facteur Cheval.

Le chalet est un bâtiment rural des régions de montagne, dont le bois est le matériau de construction essentiel. En Suisse romande, ce terme désigne aussi l'édifice où l'on fabrique le fromage en été dans les hauts alpages (chalet d'alpage). Dans certaines vallées du Valais, il peut s'agir du pâturage lui-même. Dans le Haut-Jura, le mot désigne la fromagerie, et en Savoie, une maison d’alpage (habitation permanente).
Peu à peu, le terme, glissant de la pierre aux matériaux ligneux, a pris des significations diverses pour décrire des édifices qui peuvent être très variés, mais réalisés en bois (traditionnellement construits en madriers, comportant un toit en forte saillie, couvert de bardeaux et de pierres pour retenir la neige),. Au XIXe siècle et au XXe siècle, sous l'influence du tourisme, l'appellation « chalet » s'est répandue dans l'ensemble du monde occidental. Ainsi, en Amérique du Nord, chalet peut définir une simple maison de campagne ou même une résidence au bord de la plage. Voir aussi les Belton Chalets dans le Montana américain.

## Étymologie
« Chalet » est un mot arpitan de Suisse romande dérivé du pré-indo-européen *cala, « lieu abrité », voire « abri en pierre » (racine *Kal = pierre). Il est l'un des rares mots d’origine [dite] dialectale à être passés dans la langue littéraire et dans la langue courante de l'ensemble de la francophonie, voire en allemand et en anglais.
Premières attestations : chaletum (Vaud, 1328), chaleis (Valais, 1379), chaslet (Fribourg, 1408).
« Chalet » est attesté en France (hors région de langue arpitane/francoprovençale) dès 1723, puis popularisé par Jean-Jacques Rousseau en 1761 dans la Nouvelle Héloïse :

« Autour de l’habitation principale dont M. d’Orbe dispose, sont épars assez loin quelques chalets, qui de leurs toits de chaume peuvent couvrir l’amour et le plaisir, amis de la simplicité rustique. »

— Rousseau, "Julie ou la nouvelle Héloïse", I, 36.

### Significations multiples
Au sens premier, le terme « chalet » désigne, en montagne, une construction en pierre et/ou en bois où les vachers-fromagers (armaillis) séjournent à la belle saison pour s'occuper du bétail et confectionner le fromage. On trouve souvent la forme « chalet d’alpage », qui est en fait une tautologie.
À cet emploi ancien sont venus se superposer des usages plus récents :
- par extension, petite habitation de montagne, rudimentaire et sans confort ;
- maison de bois servant le plus souvent de résidence secondaire, mais assez bien aménagée (chalet de vacances) ;
- chalet d’habitation, non lié à la vie paysanne, destiné à servir de résidence permanente (villa en bois) ;
- style chalet, ou Swiss chalet, style architectural d’inspiration prétendument vernaculaire qui s'est développé au XIXe siècle, à partir surtout de l’Angleterre, mais qui a pris une extension européenne.

« Chalet » a donc des acceptions bien précises et il faut éviter la confusion de termes spécifiques : on fabrique le fromage au chalet, mais le reste de l'année on habite une maison, accompagnée d’une grange-écurie attenante ou séparée pour abriter le bétail et le foin. Le grenier sert à mettre en sécurité les céréales, ainsi que les provisions qui doivent rester au sec, les archives, parfois les habits du dimanche.
En Valais, le raccard abrite les gerbes après la moisson, de part et d’autre de l’aire où on les battait au fléau. Les mazots relèvent de l'architecture viticole, puisqu'ils servent de pied-à-terre aux paysans des villages de montagne pour travailler leurs vignes en bordure de la plaine du Rhône. Les mayens représentent les étapes entre les villages et les hauts alpages. Le mot mazot a été utilisé anciennement dans certains lieux pour la zone des mayens, ce qui est à l'origine, sans doute, d'une certaine confusion dans la terminologie.
En Vallée d'Aoste, le terme « mayen » s'utilise pour indiquer aussi ce qu'en Valais est un mazot, et en général une seconde maison en haute montagne (1 200-2 000 mètres). Ce mot dérive du francoprovençal et se réfère au mois de mai, pendant lequel a lieu l'inalpe.
Tous ces bâtiments, édifiés en madriers, mais aussi partiellement ou entièrement en maçonnerie selon les vallées et les époques, tendent à perdre leur utilité depuis que la mécanisation atteint l’agriculture de montagne au milieu du XXe siècle. Cela ne dispense pas d’essayer de comprendre leur fonction d’origine et de les appeler par leur nom.
En tenant compte de toutes les variantes locales, ces remarques concernent aussi la Savoie, en particulier la vallée d’Abondance.

## Lieu de travail des paysans de montagne
En altitude, les chalets d'alpage sont le plus souvent en pierres, matériau aisément disponible sur place.
Dans l’ancien comté de Gruyère, la fabrication de gros fromages à pâte dure, dès le XVIe siècle, induit la construction de vastes chalets en maçonnerie couverts de toits à quatre pans. « Murs blancs, toit de bardeaux », chante dans Le Vieux Chalet l’abbé Bovet, décrivant les bâtiments qui ponctuent les hauts pâturages des Préalpes.
Dès le début du XVIIIe siècle, des fromagers gruyériens vont pratiquer leur art dans le Jura vaudois et en Franche-Comté. Ils y amènent aussi l’architecture fonctionnelle de leur région d’origine, le chalet : celui-ci comprend des écuries où rassembler les vaches pour les traire, une chambre à lait dans l’angle le plus frais de l'édifice pour écrémer le lait du soir, la fromagerie avec le creux du feu et la grande chaudière en cuivre, une cave pour affiner les fromages ; les vachers dorment simplement au-dessus de l’écurie.
Le mot chalet apparaît aussi dans certains lieux-dits du Jorat pour des clairières défrichées à la fin du Moyen Âge, comme Le Chalet-à-Gobet (Lausanne) ou le Chalet d’Orsoud (Corcelles-le-Jorat). Au XIXe siècle, le terme peut désigner des laiteries édifiées dans les villages pour faire du fromage aussi en hiver.
« Aller au chalet » signifie travailler à l’alpage de fin mai à début octobre. La montée se fait par étapes en fonction de l’avancement de la végétation, et la descente aussi, pour brouter l’herbe qui a repoussé. Les bâtiments des phases intermédiaires sont souvent construits en madriers. On peut les appeler chalets vu leur intégration aux alpages. On peut aussi hésiter, car certaines de ces maisons étaient habitées quelque temps en début d’hiver, on y revenait avec du bétail afin que celui-ci mange le foin engrangé, avant que les machines agricoles ne permettent de transporter le fourrage à la maison, c’est-à-dire l’habitation principale.
Groupées en villages ou dispersées dans les prés, les belles maisons en madriers de l’Oberland bernois et des Préalpes vaudoises ont impressionné les premiers touristes dès la fin du XVIIIe siècle. Souvent, ils les ont improprement nommées chalets, induisant dès lors l’association erronée du chalet à l’architecture de bois. Ces affirmations aussi péremptoires que fausses assénées par des citadins ont influencé les paysans eux-mêmes, qui les ont reprises au détriment de leur propre langage et de la richesse de leur culture traditionnelle.

## Fantasmes de citadins en mal de racines alpestres, lestyle chalet

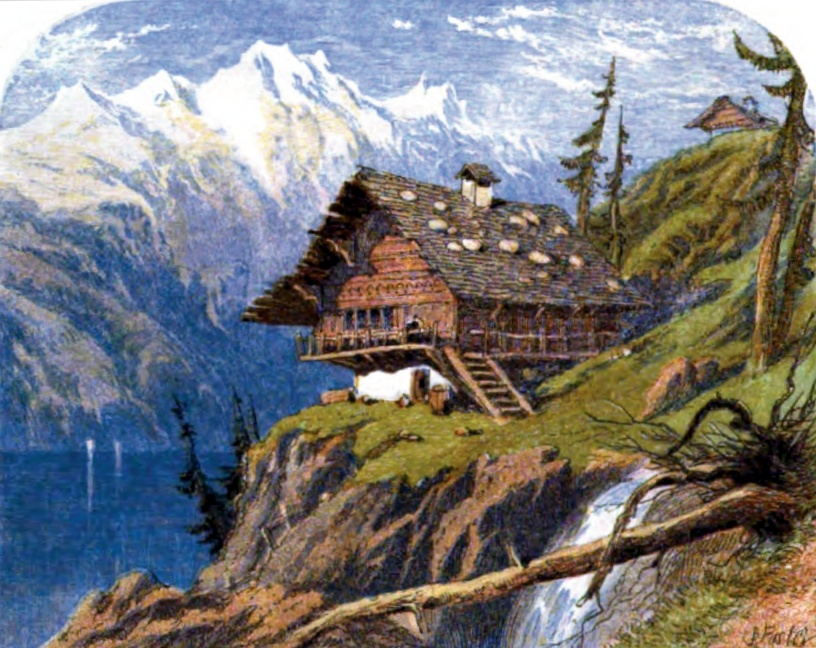
Myles Birket Foster (1825–1899), illustration d'une maison dans les Alpes suisses pour un recueil de poèmes.

Le mot chalet entre en littérature en 1761 grâce à Jean-Jacques Rousseau et sa Nouvelle Héloïse. Les premiers touristes, souvent anglais, pratiquent assidûment le voyage en Suisse, dans une conception romantique de la nature et de la montagne. De retour chez eux, pourquoi ne pas installer un cottage in the Swiss style dans le parc de leur manoir ? En 1865, le romancier Charles Dickens reçoit ainsi un Swiss chalet à élever auprès de son lieu d'écriture dans le Kent, au parc de Gadshill. Ce style orné doit donc beaucoup, pour sa diffusion, à l'Angleterre vers le milieu du XIXe siècle. Mais la France n'est guère en reste. La notion y connaît également un grand développement au XIXe siècle, grâce notamment à la diffusion du modèle par l’Exposition universelle de Paris de 1867. Le style chalet a rapidement bénéficié d'une grande popularité en Europe et en Amérique du Nord.
Le XIXe siècle voit donc se mettre en place la Confédération suisse moderne. Il faut construire un sentiment national et imaginer une architecture nationale. La référence à la grande architecture de bois des Préalpes sera l'un des éléments constitutifs du Heimatstil, surtout par la reprise des décors en planches découpées. L’appropriation de la construction en bois comme élément identitaire helvétique se concrétise dans les chalets des frères Spring de Sécheron, exposés au village suisse de Genève, en 1896, ainsi que dans les chalets du village suisse à Paris en 1900. 
Comme habitat pavillonnaire ou comme lieux de loisirs, les constructions en bois prolifèrent dès lors autour des villes et au bord des lacs. Les entreprises de constructions de chalets se développent dès les années 1870 et sont florissantes autour de 1900 ; elles fournissent entre autres des gares et des kiosques en bois plus ou moins décorés. Au début du XXe siècle, la fabrique, à Genève, des frères Jean et Albert-Ernest Spring est l'une des plus plus importantes de Suisse romande, construisant plus de 600 édifices dans le seul canton de Genève entre 1903 et 1942. L'entreprise en construit aussi ailleurs en Suisse romande, mais cet inventaire reste à faire.
Dans ce même esprit, on trouve en France le Chalet des Roses à Vichy, ainsi que les « chalets de plage » dans le Pas-de-Calais, petites constructions légères, tout en bois et démontables. Elles offrent un abri aux plagistes contre le vent, et ont l'avantage de fixer le sable de ces plages qui subissent une érosion éolienne importante. Présents depuis le début du XXe siècle, ils sont maintenant controversés par la nouvelle loi Littorale qui entraînerait leur disparition.
Le chalet, sous forme de maquettes, est aussi destiné au commerce de souvenirs, pour des touristes en quête d'objets pittoresques.

## Le chalet s’installe en ville et pousse la ville à la montagne
Au XXe siècle, « aller au chalet » prend un nouveau sens : pour les citadins, cela veut dire monter à sa résidence secondaire dans les Préalpes. Il s’agit d’un bâtiment ayant perdu sa fonction paysanne, transformé avec plus ou moins de respect. Dès 1960, avec la démocratisation de la voiture privée et la vogue du ski, la construction de chalets de week-end explose dans les communes des Préalpes. Pour conserver l’image traditionnelle, les règlements de construction imposent des toits à deux pans et des façades partiellement en bois. De plus en plus, ce n’est qu’un placage de planches sur les murs en béton d’un immeuble abritant de nombreux appartements de vacances, assez semblables aux logements urbains que l’on prétend fuir.

## Le chalet dans les arts

### Chanson
- Le Vieux Chalet, chanson écrite en 1911 par l'abbé Joseph Bovet.

### Peinture
- Chalet à Unterseen (1842), Chalet (1857), études de paysage, Alexandre Calame, fusain.
- Tableaux du peintre valaisan Raphaël Ritz.
- Tableaux du peintre valaisan Raphy Dallèves.
- Lys et chalet (1896), Auguste Baud-Bovy.
- Autour du chalet de Montbovon, Rodolphe Piguet.

### Sculpture
- Le facteur Cheval a intégré un chalet suisse dans son ouvrage maçonné du Palais idéal.

## Musée
- Musée suisse de l'habitat rural du Ballenberg à Brienzwiler (canton de Berne)